# Ecuadorianische Fußballnationalmannschaft (U-20-Frauen)
Die ecuadorianische U-20-Fußballnationalmannschaft der Frauen repräsentiert Ecuador im internationalen Frauenfußball. Die Nationalmannschaft untersteht der Federación Ecuatoriana de Fútbol und wird seit September 2020 von Eduardo Moscoso trainiert. Der Spitzname der Mannschaft ist La Tri Femenina Sub 20.
Die Mannschaft tritt bei der Südamerika-Meisterschaft, den Juegos Bolivarianos und (theoretisch) auch bei der U-20-Weltmeisterschaft für Ecuador an. Bislang ist es dem Team jedoch nie gelungen, sich für eine WM-Endrunde zu qualifizieren. Die ecuadorianische U-20-Auswahl zählt zu den weniger erfolgreichen U-20-Nationalmannschaften in Südamerika und kam lediglich bei der Südamerikameisterschaft 2004 über die Gruppenphase hinaus, als sie den dritten Platz belegte. Bei den Juegos Bolivarianos 2017 erreichte Ecuador mit dem zweiten Platz das bislang beste Ergebnis.

## Turnierbilanz

### Weltmeisterschaft
| Jahr   | Gastgeber       | Platzierung        |
| ------ | --------------- | ------------------ |
| 2002   | Kanada          | nicht qualifiziert |
| 2004   | Thailand        | nicht qualifiziert |
| 2006   | Russland        | nicht qualifiziert |
| 2008   | Chile           | nicht qualifiziert |
| 2010   | Deutschland     | nicht qualifiziert |
| 2012   | Japan           | nicht qualifiziert |
| 2014   | Kanada          | nicht qualifiziert |
| 2016   | Papua-Neuguinea | nicht qualifiziert |
| 2018   | Frankreich      | nicht qualifiziert |
| 2020 1 | Costa Rica 1    | – 1                |
| 2022   | Costa Rica      | nicht qualifiziert |
| 2024   | Kolumbien       | nicht qualifiziert |

### Südamerika-Meisterschaft
| Jahr   | Gastgeber     | Platzierung  |
| ------ | ------------- | ------------ |
| 2004   | Brasilien     | 3. Platz     |
| 2006   | Chile         | Gruppenphase |
| 2008   | Brasilien     | Gruppenphase |
| 2010   | Kolumbien     | Gruppenphase |
| 2012   | Brasilien     | Gruppenphase |
| 2014   | Uruguay       | Gruppenphase |
| 2015   | Brasilien     | Gruppenphase |
| 2018   | Ecuador       | Gruppenphase |
| 2020 2 | Argentinien 2 | – 2          |
| 2022   | Chile         | Gruppenphase |
| 2024   | Ecuador       | Gruppenphase |

### Juegos Bolivarianos
| Jahr | Gastgeber | Platzierung        |
| ---- | --------- | ------------------ |
| 2005 | Kolumbien | 3. Platz 3         |
| 2009 | Bolivien  | 2. Platz 3         |
| 2013 | Peru      | Halbfinale         |
| 2017 | Kolumbien | 2. Platz           |
| 2022 | Kolumbien | nicht qualifiziert |